# Paralimna flexineuris
Paralimna flexineuris är en tvåvingeart som beskrevs av Cresson 1916. Paralimna flexineuris ingår i släktet Paralimna och familjen vattenflugor. Inga underarter finns listade i Catalogue of Life.